# Прокоп Стефанія Григорівна
Стефанія Григорівна Прокоп (1924, тепер Тернопільська область — ?) — українська радянська діячка, лікар-терапевт 1-ї Станіславської (Івано-Франківської) міської клінічної лікарні Івано-Франківської області. Депутат Верховної Ради УРСР 5-го скликання.

## Біографія
Народилася в родині селянина-середняка.
У 1949 році закінчила Львівський медичний інститут.
З 1949 по 1956 рік — лікар Тернопільської залізничної лікарні; лікар Львівської обласної клінічної лікарні.
З березня 1956 року — дільничний лікар-терапевт Станіславської (Івано-Франківської) міської клінічної лікарні № 1 Івано-Франківської області.